# جسر وادي الكوف

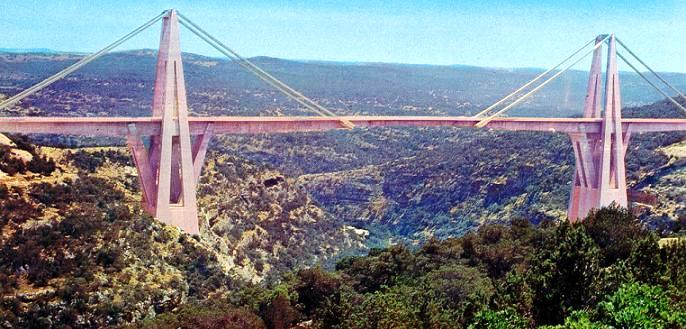
جسر وادي الكوف

جسر وادي الكوف في الجبل الأخضر، ليبيا، يقع غرب مدينة البيضاء بحوالي 19 كم ويربط بين مدينتي البيضاء والمرج. يعتبر أكبر جسر كبلي خرساني في البلاد ويبلغ ارتفاع عموديه 160 مترا تقريبا فوق سطح الوادي ومعلم من معالم الجبل الأخضر.
هو أيضاً ثاني أعلى جسر في أفريقيا بعد جسر بلوكرانس في جنوب أفريقيا.
قام بتصميم الجسر المهندس والمعماري الإيطالي ريكاردو موراندي. يبلغ الطول الإجمالي للجسر المعلق الخالي من الدعائم نحو 447 مترا فيما يبلغ طوله الرئيسي 282 مترا وهو باتجاهين وعرضه 2 × 97 متر، وعند الانتهاء منه حوى هذا الجسر أطول كابل شد خرساني في العالم.
كانت الشركة التي فازت بعطاء إنشائه هي شركة «كونسترتسيوني ستراداليتا تشيفيلي» المساهمة أو سي. إس. سي. وذلك بمبلغ بلغ 1,600,000 جنيه ليبي (نحو 5,300,000 دولار). واستمر العمل في إنشائه بين عامي 1965 و 1971.

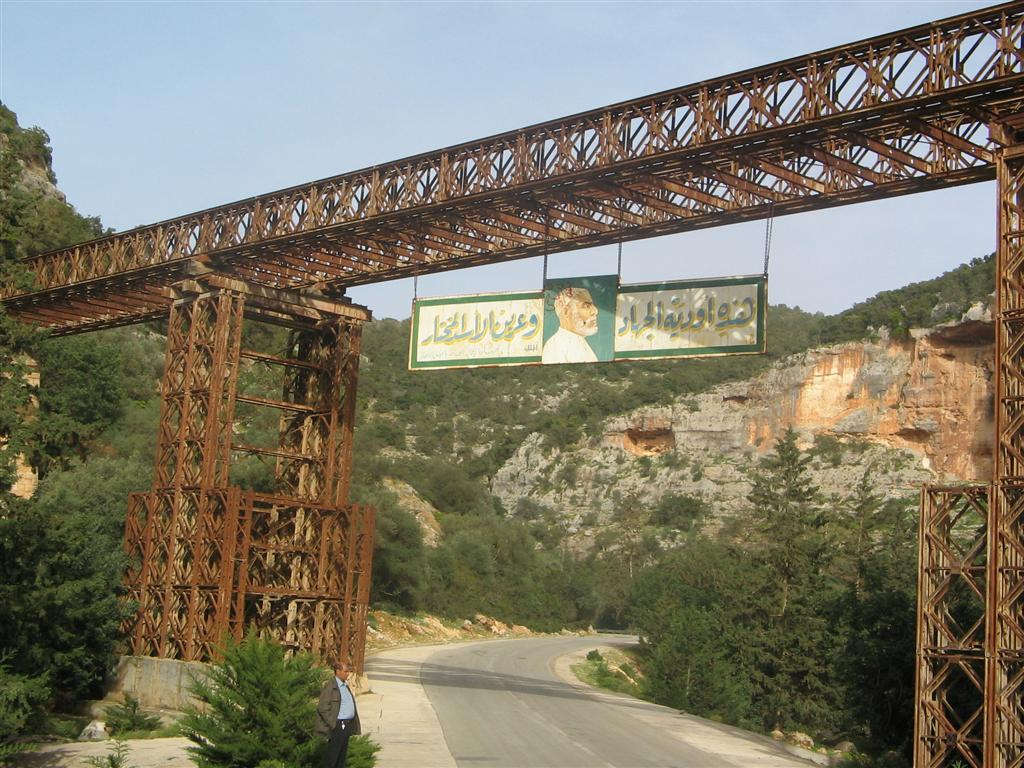
جسر وادي الكوف القديم

وقامت بمد الطريق الخاصة به شركة مايا أوفرسيز السويسرية "Maya Overseas"
قبل هذا الجسر تواجد قرب موقع الجسر الحالي جسر آخر قديم أُنشئ في أوائل القرن العشرين عرف باسم «جسر وادي الجريب» ولا يزال موجودا حتى اليوم لكنه غير مستعمل.

## وصلات خارجية
جسر وادي الكوف في موقع أعلى جسور العالم